# Louise Popelin
Louise Popelin (Schaarbeek, 11 de abril de 1850 – 1937) fue una profesora, farmacéutica y feminista belga y la primera estudiante de farmacia en la Universidad libre de Bruselas. Fue cofundadora de la Liga por los Derechos de la Mujer y hermana de Marie Popelin.

## Biografía
La familia Popelin formaba parte de la alta burguesía bruselense en la que las mujeres jóvenes poco a poco tenían más oportunidades de estudiar. Louise obtuvo su diploma de maestra.

## Carrera
En 1868 Popelin comenzó como profesor en Bruselas, incluyendo un período en la escuela de Gatti de Gamond. Cuando su hermana Marie fue nombrada directora de la École du Denier en Mons, Louise dejó Bruselas para enseñar allí en 1875.
En 1880 se matriculó como estudiante candidata a ciencias naturales en la Universidad de Bruselas. Ese año, las mujeres pudieron inscribirse allí por primera vez en un curso académico. Junto con Emma Leqlercq y Marie Destrée, fue una de las tres primeras mujeres en Bélgica en completar una carrera universitaria. En el año académico 1883-1884 comenzó su formación continua en ciencias farmacéuticas. Obtuvo su diploma con gran distinción en 1887. Inició una farmacia en el centro de Bruselas, en la entonces rue Notre-Dame-au-Bois. Popelin fue la primera y única farmacéutica con un diploma entre sus pares. Pertenecía a la Société royale de pharmacie de Bruxelles.

## Publicaciones cientificas
- "Almacenamiento de jarabes", en: Bulletin de la Société royale de pharmacie de Bruxelles, 1891, 119-120.
- "Viejos y nuevos hipnóticos", en: Bulletin de la Real Sociedad de Farmacias de Bruselas, 1891, 248-251

## Compromiso feminista
En 1892, junto con su hermana Marie Popelin, fue cofundadora de la Liga Belga por los Derechos de la Mujer. En el año 1909 fue delegada ante el Consejo Internacional de Mujeres en Toronto.